# 蓬托图
蓬托图（法語：Pont-Authou，法語發音：[pɔ̃.t‿otu]）是法国厄尔省的一个市镇，属于贝尔奈区。

## 地理
蓬托图（49°14'36"N, 0°42'3"E）面积3.52 平方千米，位于法国诺曼底大区厄尔省，该省份为法国北部内陆省份，北起滨海塞纳省，西接奧恩省和卡爾瓦多斯省，南至厄尔-卢瓦省，东临瓦兹省、瓦兹河谷省和伊夫林省。
与蓬托图接壤的市镇（或旧市镇、城区）包括：欧图、勒贝克埃卢安、布里奥讷、里勒河畔弗勒讷斯、里勒河畔格洛、马勒维尔叙勒贝克、蒂耶维尔。

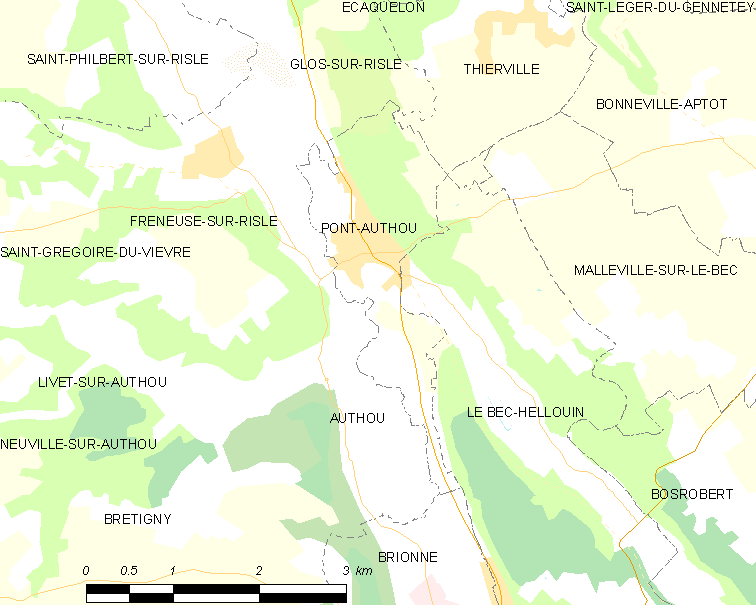
蓬托图的OSM定位图

蓬托图的时区为UTC+01:00、UTC+02:00（夏令时）。

## 行政
蓬托图的邮政编码为27290，INSEE市镇编码为27468。

## 政治
蓬托图所属的省级选区为蓬托德梅尔县。

## 人口

1962-2008年间蓬托图人口变化图示

蓬托图于2022年1月1日时的人口数量为580人。